# El-Ahwat
Koordinaten: 32° 29′ N, 35° 6′ O

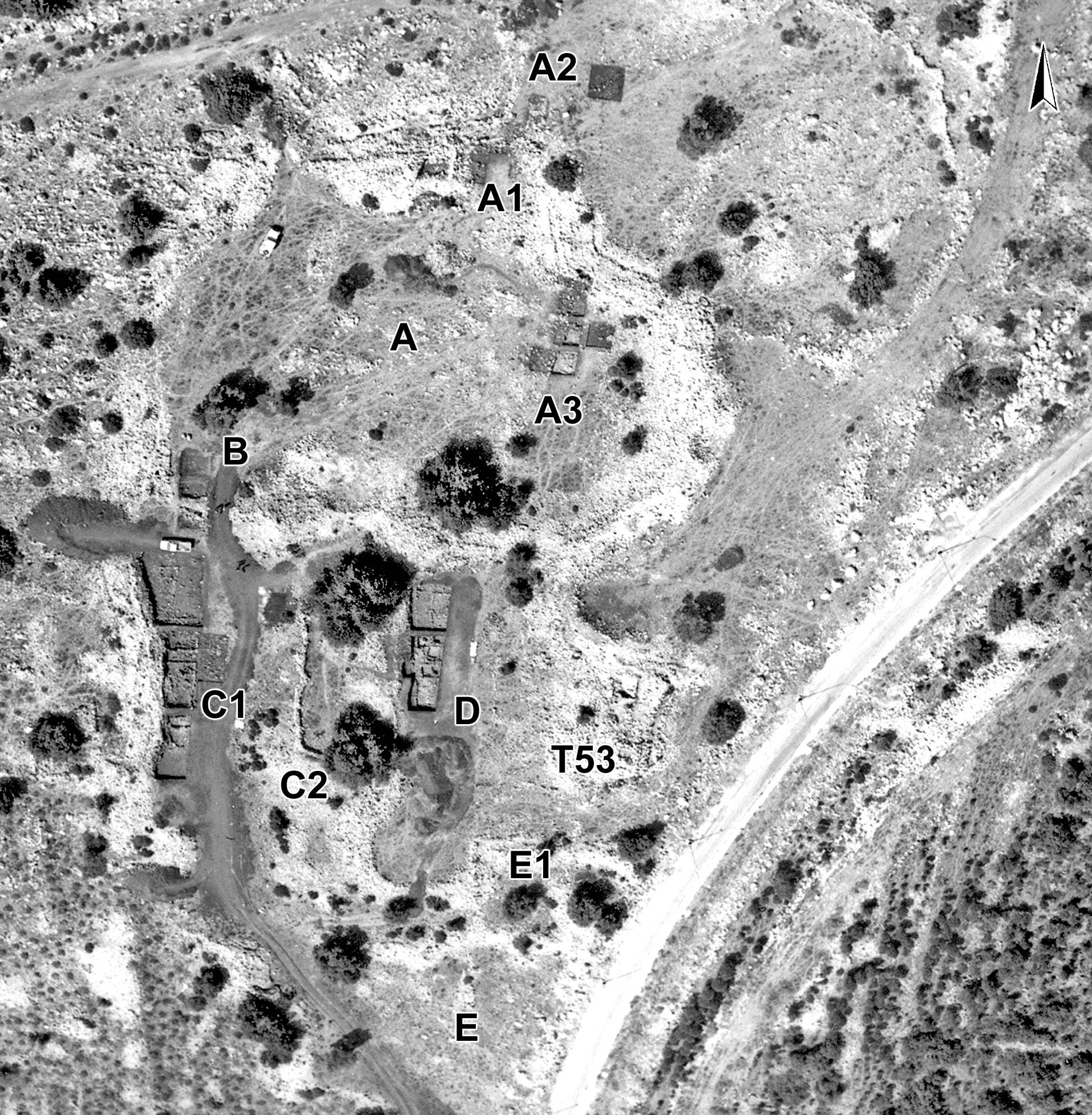
Luftbild

El-Ahwat ist eine 1992 von Adam Zertal (1936–2015) entdeckte und zwischen 1993 und 2000 ausgegrabene Siedlung, in der Nähe von Qazir und der Grenze zum Westjordanland, östlich von Caesarea in Israel. Die in die Bronze- und Eisenzeit datierte Siedlung gilt laut Bibel als Standort der nordwestlichsten Siedlung der Israeliten.
Laut Zertal erinnert die Architektur an spätbronzezeitliche Nuraghenstandorte auf Sardinien. Er verbindet den Ort mit den Shardana des 12. Jahrhunderts. Zertal datiert die Stätte auf 1160–1150 v. Chr. was mit dem Eindringen der Seevölker in Israel und dem Konflikt zwischen Sisera und Barak ben Avinoam Heerführer der Richterin Debora (Richter 4–5) übereinstimmt. Zertal verweist darauf, dass es sich um die Stadt Harosheth Haggoyim (dem Haroschet der Heiden) handelt, die im Buch der Richter als Wohnsitz von Sisera des Heerführers Jabins, König von Hazor erwähnt wird. Ein gefundener Wagenlenker begründet die Behauptung, dass es sich bei dem Standort möglicherweise um einen Wohnsitz von Gewicht handelt.

El-Ahwat
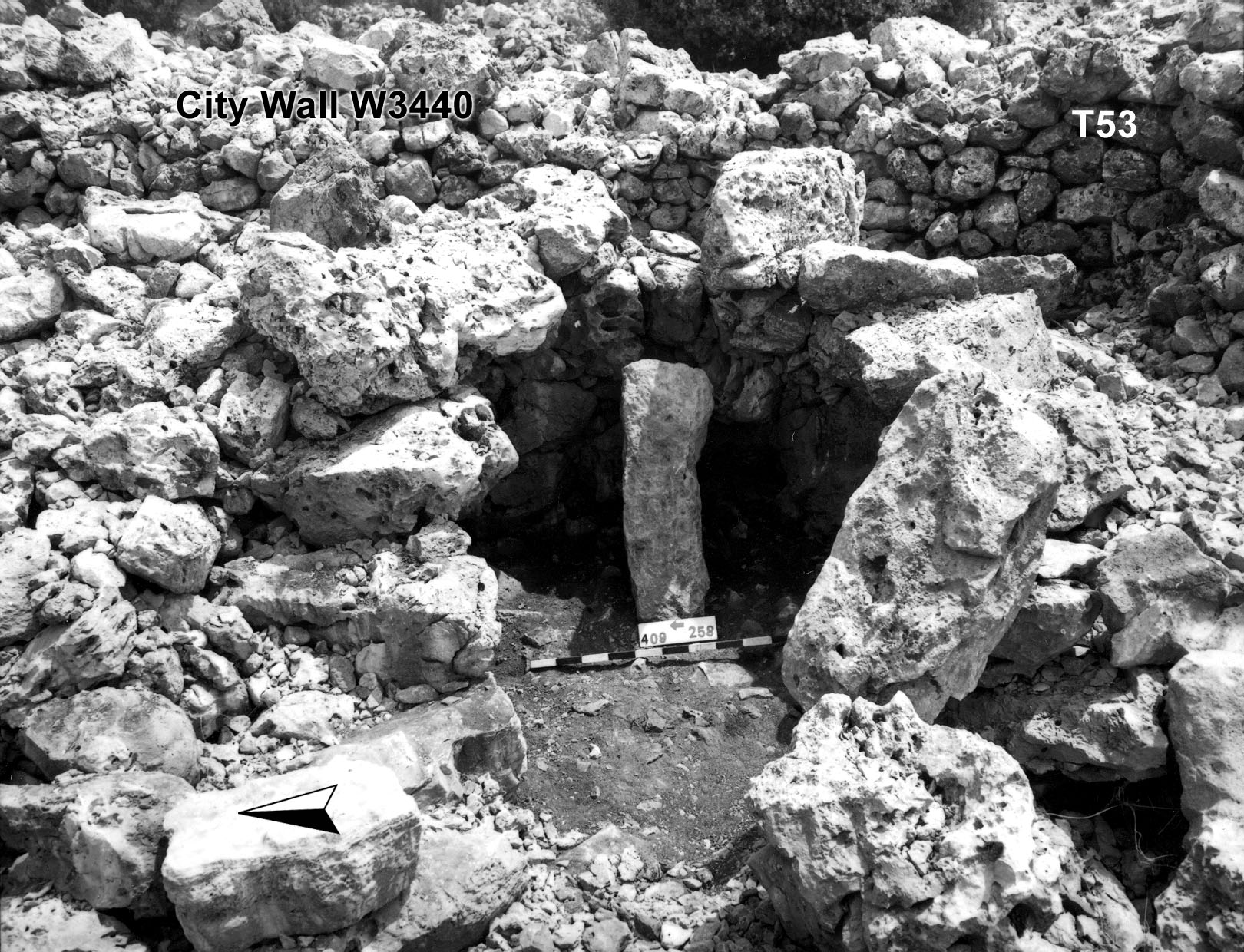
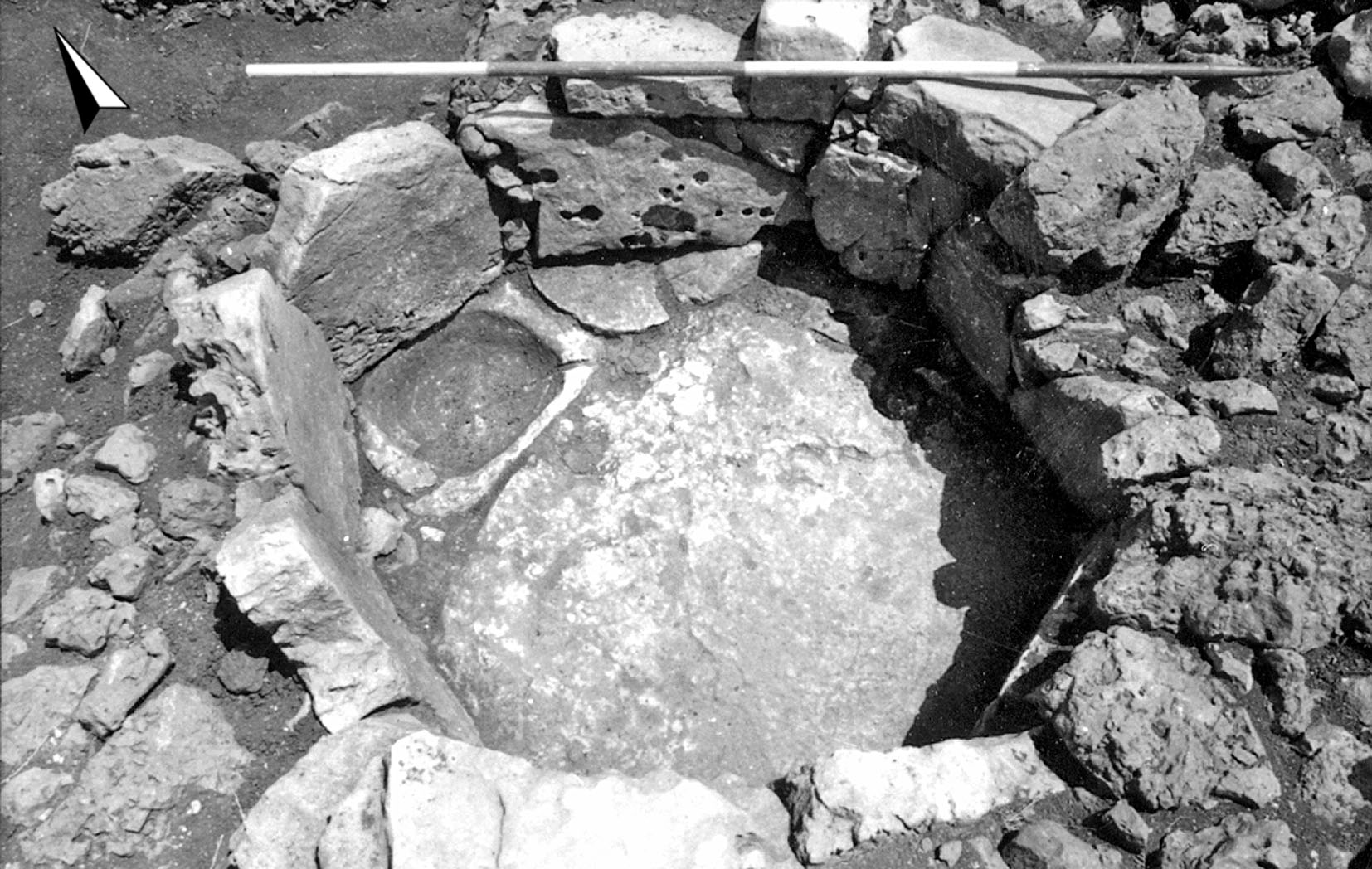
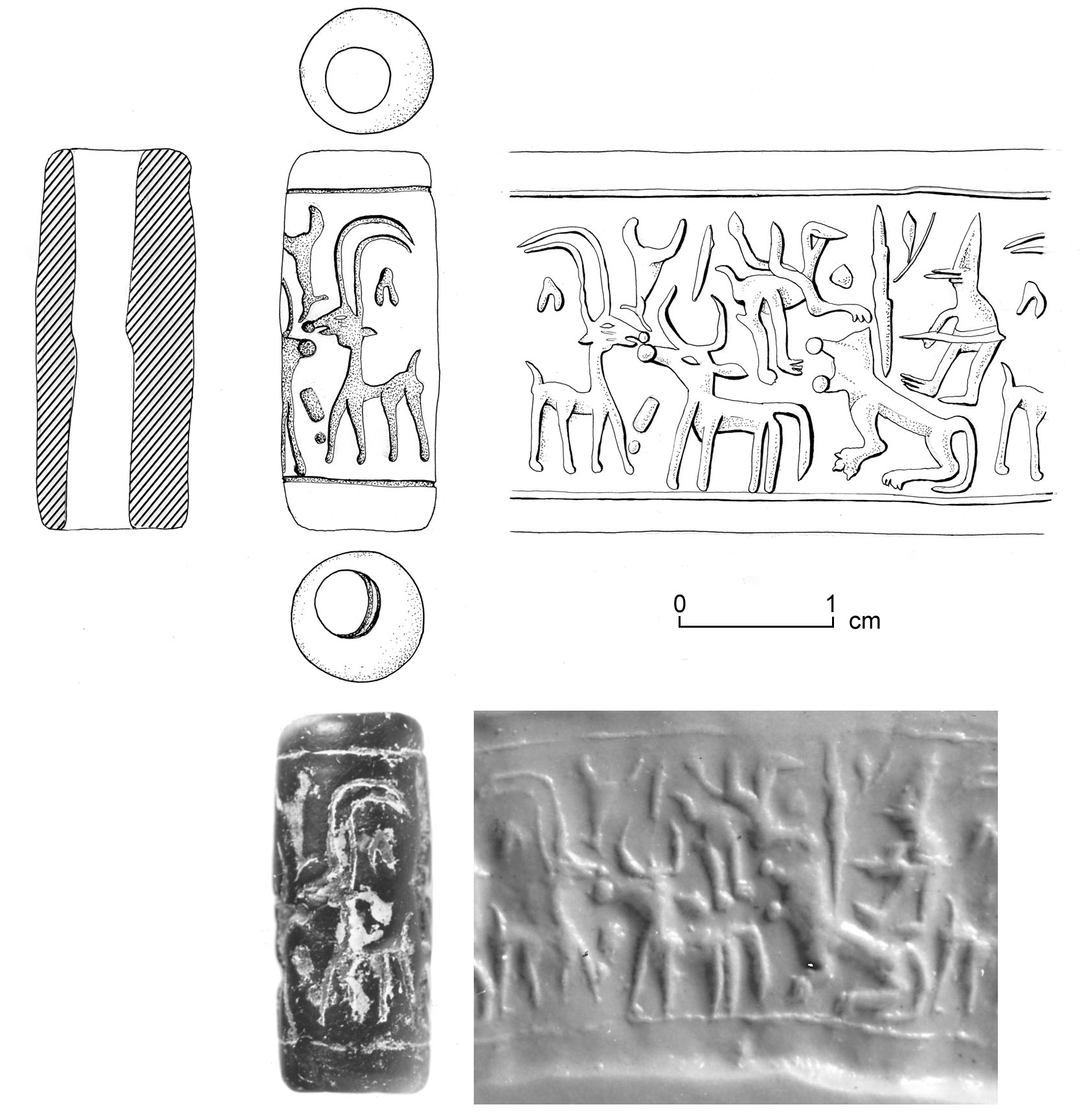
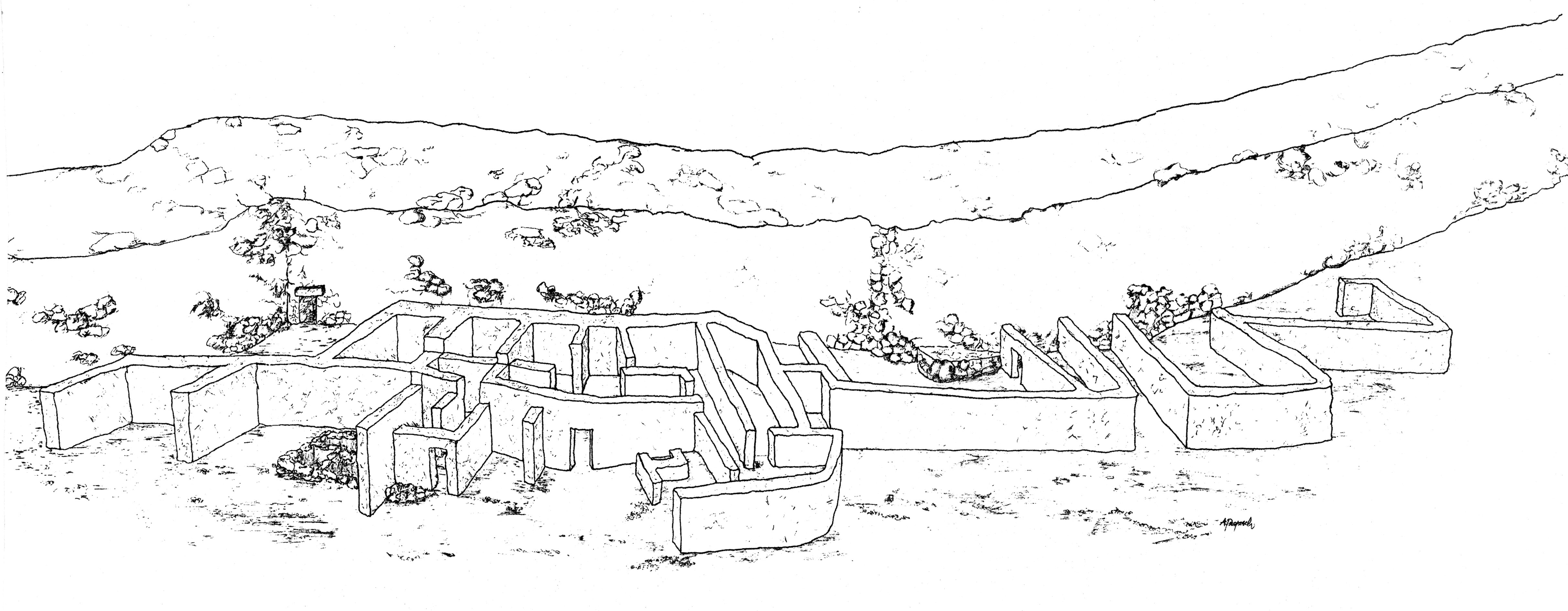